# Simone Davi
Simone Davi (Bolzano, 16 settembre 1999) è un calciatore italiano, difensore del Südtirol.

## Biografia
Originario di Laives, è figlio della cestista Paola Mazzali. Ha un fratello minore, Federico, a sua volta calciatore professionista.

## Caratteristiche tecniche
Mancino di piede, viene schierato come terzino sinistro/esterno basso o centrocampista di fascia. Le sue doti sono l'esplosività e la facilità di corsa, che lo rendono pericoloso in fase offensiva grazie a efficaci discese lungo la fascia.

## Carriera
Inizia a giocare a calcio nelle giovanili del Voran Leifers (club del comune d'origine) sotto la guida del padre, ex calciatore e poi allenatore; in seguito passa al Südtirol. Nel 2017 viene ceduto in prestito in Eccellenza, alla Virtus Bolzano, con cui resta per due stagioni, conquistando la promozione in Serie D. Rientrato al Sudtirol, il 30 ottobre 2019 prolunga con il club bolzanino fino al 2023.
In seguito si impone come giocatore molto importante nella rosa degli altoatesini, arrivando ad ottenere una storica promozione in Serie B; il 29 giugno 2022 rinnova con i biancorossi fino al 2025. Il 13 agosto 2024 prolunga ulteriormente fino al 2027.

## Statistiche

### Presenze e reti nei club
Statistiche aggiornate al 14 maggio 2025.
| Stagione              | Squadra               | Campionato            | Campionato | Campionato | Coppe nazionali | Coppe nazionali | Coppe nazionali | Coppe continentali | Coppe continentali | Coppe continentali | Altre coppe | Altre coppe | Altre coppe | Totale | Totale |
| Stagione              | Squadra               | Comp                  | Pres       | Reti       | Comp            | Pres            | Reti            | Comp               | Pres               | Reti               | Comp        | Pres        | Reti        | Pres   | Reti   |
| --------------------- | --------------------- | --------------------- | ---------- | ---------- | --------------- | --------------- | --------------- | ------------------ | ------------------ | ------------------ | ----------- | ----------- | ----------- | ------ | ------ |
| 2017-2018             | Virtus Bolzano        | Ecc.                  | 28         | 2          | CI-Dil.         | 2+              | 0               | -                  | -                  | -                  | -           | -           | -           | 30     | 2      |
| 2018-2019             | Virtus Bolzano        | D                     | 29+1       | 2          | CI-D            | 1               | 0               | -                  | -                  | -                  | -           | -           | -           | 31     | 2      |
| Totale Virtus Bolzano | Totale Virtus Bolzano | Totale Virtus Bolzano | 57+1       | 4          |                 | 3+              | 0               |                    | -                  | -                  |             | -           | -           | 61     | 4      |
| 2019-2020             | Südtirol              | C                     | 17+1       | 0          | CI+CI-C         | 0+1             | 0               | -                  | -                  | -                  | -           | -           | -           | 19     | 0      |
| 2020-2021             | Südtirol              | C                     | 16+1       | 0          | CI              | 2               | 0               | -                  | -                  | -                  | -           | -           | -           | 19     | 0      |
| 2021-2022             | Südtirol              | C                     | 26         | 1          | CI-C            | 4               | 0               | -                  | -                  | -                  | SSC         | 1           | 0           | 31     | 1      |
| 2022-2023             | Südtirol              | B                     | 11         | 0          | CI              | 0               | 0               | -                  | -                  | -                  | -           | -           | -           | 11     | 0      |
| 2023-2024             | Südtirol              | B                     | 32         | 0          | CI              | 1               | 0               | -                  | -                  | -                  | -           | -           | -           | 33     | 0      |
| 2024-2025             | Südtirol              | B                     | 26         | 2          | CI              | 1               | 0               | -                  | -                  | -                  | -           | -           | -           | 27     | 2      |
| Totale Südtirol       | Totale Südtirol       | Totale Südtirol       | 128+2      | 3          |                 | 9               | 0               |                    | -                  | -                  |             | 1           | 0           | 140    | 3      |
| Totale carriera       | Totale carriera       | Totale carriera       | 185+3      | 7          |                 | 12+             | 0               |                    | -                  | -                  |             | 1           | 0           | 201    | 7      |

## Palmarès

### Club

#### Competizioni nazionali
- Serie C: 1

Südtirol: 2021-2022 (girone A)

#### Competizioni regionali
- Eccellenza: 1

Virtus Bolzano: 2017-2018